# Плеханово (Тульская область)
 Плеха́ново  — посёлок (в 1939—2014 годах — посёлок городского типа) в Тульской области России. 
В рамках организации местного самоуправления входит в городской округ город Тула, в рамках административно-территориального устройства — в Хрущёвский сельский округ Ленинского района Тульской области.

## География
Расположен к северо-западу от Тулы, непосредственно примыкая к городу.
Крупнейшая в области сортировочная железнодорожная станция, обслуживающая тульский железнодорожный узел. Оборот станции — до 2,7 тыс. вагонов в сутки.

## История
Статус посёлка городского типа Плеханово получило в 1939 году. Рабочий посёлок был создан в 1938 году путём объединения селения Плеханово (до 16 декабря 1923 года — селение Протопопово), а также деревень Клоково и Банино, станционного посёлка, входивших ранее в состав Хрущёвской волости Тульского уезда.
С 2006 до 2014 гг. пгт являлся административным центром городского поселения рабочий посёлок Плеханово в Ленинском районе Тульской области.
Законом Тульской области от 29 мая 2014 года, рабочий посёлок Плеханово был преобразован в сельский посёлок Плеханово, а муниципальное образование рабочий посёлок Плеханово было преобразовано из городского поселения в сельское поселение.
Законом Тульской области от 11 июня 2014 года Плеханово включено в состав городского округа город Тула.

## Население
| 1939  | 1959  | 1970  | 1979  | 1989  | 2002  | 2009  |
| ----- | ----- | ----- | ----- | ----- | ----- | ----- |
| 4301  | ↗4515 | ↗6281 | ↗7637 | ↗8274 | ↗9098 | ↘8839 |
| 2010  | 2012  | 2013  | 2014  | 2021  |       |       |
| ↗9171 | ↗9237 | ↗9247 | ↘9165 | ↘8652 |       |       |

## Цыганский табор
В посёлке Плеханово, в районе улиц Свердлова и Микрорайона-1, расположен цыганский табор, появившийся в 1960-х годах. Относится к молдавской цыганской этнической группе кэлдэрары («котляры»). Первые девять цыганских семей приехали в Тулу весной 1963 года из Рыбинска, и по решению администрации цыганам была выделена земля. Сначала жили в палатках, потом построили времянки. Далее табор разрастался: приезжали семьи, в частности из Саратова, Ивановской области, Кременчуга.
По словам «цыганского барона» табора, Ивана (Йоно) Григорьевича Михая, в таборе имеется около 200 домов, проживает 3000 цыган. В 2013 году насчитали 266 строений, но правоустанавливающие документы имеют лишь 64 домовладения, хозяев 19 строений вообще не удалось установить. В течение декабря 2012 года и января 2013 года энергетики восемь раз отключали незаконные присоединения к электросетям жителей улицы Свердлова. «В ходе регулярных рейдов энергетиков и полиции выявляются незаконные подключения, которые тут же ликвидируются, Но едва электрики и полиция успевают уехать, как незаконные подключения производятся вновь. Штрафы, выписанные в результате оформления соответствующих протоколов, жителями улицы Свердлова не оплачиваются.»
С 2005 года в таборе есть своя начальная четырёхлетняя школа, обучается более 160 детей-цыган, занятия проходят в две смены.
С 10 марта 2016 года в посёлке происходили беспорядки, организованные проживающими цыганами, которые повредили газопровод среднего давления самовольным подключением к нему, и препятствовали работникам аварийной ремонтной службы. События получили широкое освещение в российских СМИ. После произошедших беспорядков местные жители стали собирать подписи за выселение цыган из Плеханово и снос их построек. 30 мая по решению суда начался снос незаконно построенных домов.
После проведенной официальной переписи цыганского населения в июле 2018 года выявлено более 4000 человек, проживающих на территории таборов, расположенных в посёлке Плеханово

## Экономика
В посёлке расположены градообразующий завод «Тулаэлектропривод», выпускающий электрические приводы для промышленной трубопроводной арматуры, а также предприятия железнодорожного транспорта.

## Образование и культура
Работают 2 средних школы, 2 дошкольных образовательных учреждения, физкультурно-оздоровительный комплекс, культурно-досуговый центр.

## Достопримечательности
Представляет интерес деревянное здание вокзала станции Плеханово (1892 год).